# Lomba (Cap-Vert)
Lomba est un village de l'île de Fogo au Cap-Vert.

## Géographie
Lomba est un village situé dans la partie nord-ouest de l'île de Fogo.
Elle est située à 10 km au nord-est de la capitale de l'île, São Filipe.
Lomba fait partie de la municipalité de Mosteiros.

## Population
En 2010, Lomba comptait 731 habitants.